# Kuća Barišić u Hvaru
Kuća Barišić u gradiću Hvaru, Riva 11, zaštićeno kulturno dobro.

## Opis dobra
Gotička trokatna uglovnica iz XV. stoljeća sagrađena na sjeverozapadnom uglu bloka kuća pred hvarskom rivom. Tlocrt kuće je kvadratičan, a kuća je zaključena jednovodnim krovom. Niži katovi su barokizirani dok je na najvišem katu sačuvana gotička monofora. Prema nekim podacima, u ovoj i u susjednoj kući Machiedo bilo je sjedište mletačkog zapovjednika Jadranskog mora.

## Zaštita
Pod oznakom Z-5150 zaveden je kao nepokretno kulturno dobro - pojedinačno, pravna statusa zaštićena kulturnog dobra, klasificirano kao "stambene građevine".